# Хоби
Хоби је име за активност која се обавља због личног задовољства, а не због новчаних награда или примања. Кроз хоби особа може проширити знање, вештину и искуство те успоставити (бројне) контакте с другим људима које занима исти хоби. За успехе у хобију особа може добити и награде од круга истомишљеника или од шире заједнице (нпр. за сликарство или фотографију), али основа хобија је лично задовољство.
Све чиме се људи баве може бити предмет хобија: уметност и музика, плес, сликарство, техника као и моделарство (рецимо железничко моделарство), програмирање; наука (рецимо астрономија, математика), спорт, занатски послови као што су столарство, шивење; пољопривреда (рецимо виноградарство, вртларство), пчеларство, узгој бонсаија или активности попут узгоја и дресуре паса, сакупљања марака, посматрања птица...
Понекад хоби прерасте у посао. Пионири својим новим хобијима понекад започну нову индустрију (нпр. Стив Џобс и Стив Возниак индустрију PC рачунара својим Еплом).
Роберт Стебинс идентификује хобије у три поткатегорије: слободно време, које је суштински краткотрајна, пријатна активност која захтева малу или никакву припрему; озбиљно слободно време, што је систематска потрага аматера, хобисте или волонтера која је значајна, награђујућа и резултира осећајем постигнућа; и коначно слободно време засновано на пројекту, што је краткорочни, често једнократни пројекат који се награђује.

## Етимологија
У 16. веку израз „хоби” је имао значење „мали коњ и пони”. Термин „хоби коњ“ је документован у потврди плаћања из 1557. године за „hobby horse“ из Рединга, у Енглеској. Предмет, првобитно назван „Турнерски коњ“, направљен је од дрвета вештачким репом и главом. Дизајниран је тако да дете опонаша јахање правог коња. До 1816. изведеница "хоби" је уведена у речник бројних Енглеза. Током наредних векова, термин је постао повезан са рекреацијом и разонодом. У 17. веку, термин је коришћен у пежоративном смислу сугеришући да је хоби детињасто занимање, међутим, у 18. веку са развојем индустријског друштва и више слободног времена, хобији су попримили већи углед.

## Историја
Пре средине 19. века, хобији су се генерално сматрали опсесијом, детињастом или тривијалном, са негативним конотацијама. Међутим, још 1676. године сер Метју Хејл, у "Contemplations Moral and Divine", написао је „Скоро свака особа има неког коња за хоби или нешто чиме се поноси.“
Године 1941, Џорџ Орвел је идентификовао хобије као део централне енглеске културе у то време: „Још једна енглеска карактеристика која је толико део нас да је једва примећујемо... је зависност од хобија и слободних занимања... Ми смо нација љубитеља цвећа, али и нација сакупљача марака, голубова, столара аматера, пикадо-играча, љубитеља укрштених речи. Сва култура која је најприродније средиште ствари које чак и када су заједничке нису званичне — паб, фудбалска утакмица, башта и "лепа шоља чаја.“
Културни трендови везани за хобије мењају се временом. У 21. веку, индустрија видео игара била је популарна као хоби који укључује милионе деце и одраслих. Прикупљање марака је опадало заједно са значајем поштанског система. Столарија и плетење су опали као хоби, јер је произведена роба јефтинија алтернатива за ручно израђену робу. Преко интернета, онлајн заједница је постала хоби за многе људе; дељење савета, информација и подршке. У неким случајевима, омогућава се да традиционални хобији, као што је колекционарство, цветају и подржавају трговину у новом окружењу.

## Психолошка улога
Током 20. века било је опсежних истраживања о важној улози коју игра има у људском развоју. Иако је најочитија у детињству, игра се наставља током живота за многе одрасле у облику игара, хобија и спорта. Штавише, студије старења и друштва подржавају вредност хобија у здравом старењу.